# بومرنگ (فیلم ۱۹۴۷)
بومرنگ (انگلیسی: Boomerang) فیلمی در ژانر مستند درام به کارگردانی الیا کازان است که در سال ۱۹۴۷ منتشر شد.

## بازیگران
- دانا اندروز
- جین وایت
- لی جی. کاب
- اد بگلی
- کارل مالدن
- آرتور کندی
- تیلور هولمز
- رابرت کیت
- بری کلی
- کارا ویلیامز